# Islands Brygge

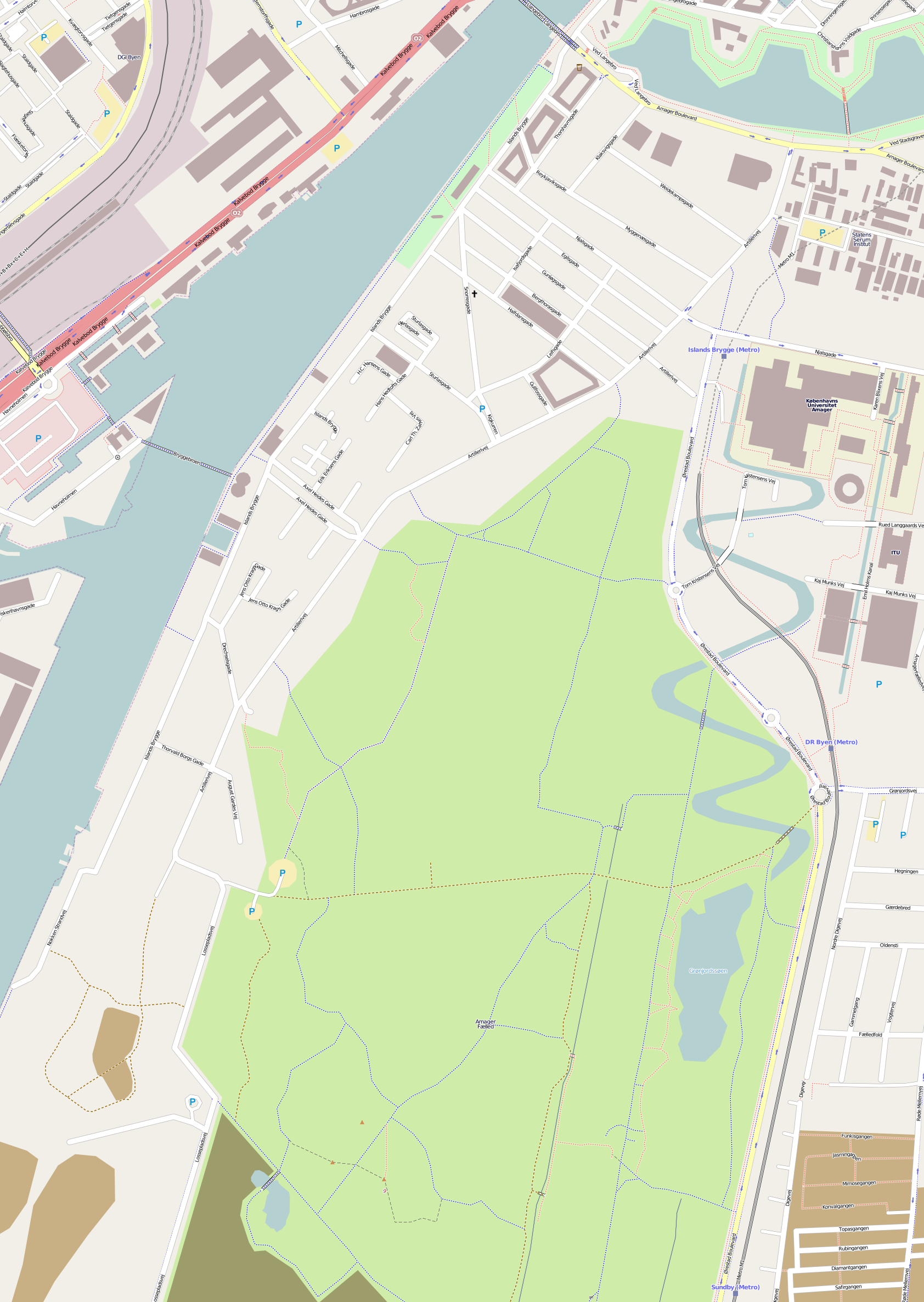
Karta över Islands Brygge

Islands Brygge (även kallad Bryggen) är en stadsdel (danska: bydel) på nordvästra delen av ön Amager i centrala Köpenhamn. Området är en del av den större administrativa stadsdelen Amager Vest. Mot norr gränsar Islands Brygge till Stadsgraven, mot väst till Köpenhamns hamn, mot syd till Nokken och mot öst till Amager Fælled. Islands Brygge har cirka 12 000 invånare.[när?]
Islands Brygge skapades under 1880-talet då ett långgrunt område mellan Amager och Själland fylldes ut. Under första delen av 1900-talet var den sjönära sydliga delen av området präglat av industrier. Under andra halvan blev många av industrierna nerlagda, och under slutet av 1900-talet stod många byggnader tomma. Sedan år 2000 har många industri- och försvarsområden byggts om till bostadsområden, så att det finns äldre bostäder och butiker i norra delen, och nyare bostäder och kontorsbyggnader i södra delen. Längs med hamnen har Havneparken anlagts.
Några av de främsta verksamheterna i området är HK/Danmarks, KL:s och Deloittes huvudkontor samt Radisson SAS Scandinavia Hotel längs Amager Boulevard.

## Etymologi
Områdets namn kommer av dess största väg, Islands Brygge, på samma sätt som övriga tre brokvarter, Vesterbro, Nørrebro och Østerbro fick namn efter sina största vägar.
Det finns två teorier till var namnet på vägen Islands Brygge kommer ifrån. Några källor anger att namnet kommer ifrån att fartyg till Island angjorde Islands Brygge på samma sätt som Amerikakaj och Grønlændske handelsplats avser platser där fartyg till respektive platser angjorde.
En annan källa hävdar att det aldrig gått fasta avgångar till Island från Islands Brygge, och att dessa istället gick ifrån Christianshavn. Handel med Island sköttes enligt denna källa från Grønlændske handelsplats tillsammans med handeln med Färöarna, Finnmarken och Grönland. Denna källa hävdar att namnet helt enkelt kommer av namngivningsmönstret i området efter nordatlantiska namn.  Andra exempel på detta är Thorshavnsgade och Reykjaviksgade.
Traditionen med dessa nordatlantiska namn skapades av Axel Heide, som var direktör för Privatbanken och en av drivkrafterna bakom utfyllningen av området. Axel Heide hade täta band med Det Forenede Dampskibs-Selskab (DFDS), som döpte sina fartyg efter isländska orter. 

## Geografi
Stadsområdet har ingen officiell avgränsning och definieras därför något oprecist. Området avgränsas med naturliga gränser mot norr av Stadsgraven, mot väst av Köpenhamns hamn och delvis naturligt mot öst av Amager Fælled. I syd gränsar Islands Brygge mot Nokken. I nordöst ligger Statens Serum Institut, Moskegrunden, Faste Batteri, den numera nedlagda polisskolan, metrostationen Islands Brygge och grundskolan Skolen på Islands Brygge. Detta område anses normalt också som tillhörande Islands Brygge, även om det ligger öst om Artillerivej som i övrigt markerar stadsdelens östgräns.
Islands Brygge Nord

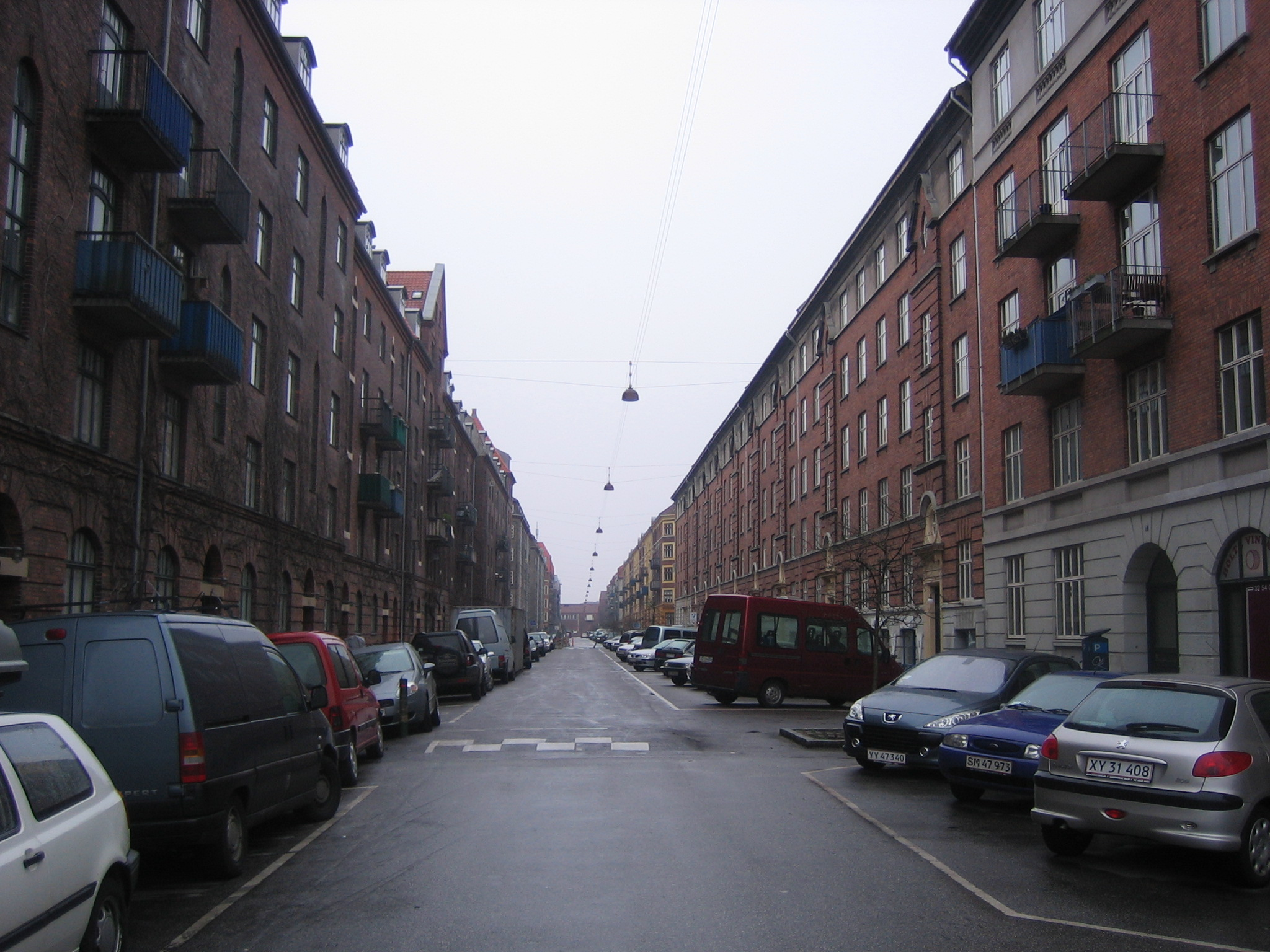
Egilsgade från väst. Exempel på byggnaderna från början av 1900-talet.

Islands Brygge Nord är området från Amager Boulevard i norr till Sturlasgade i syd. Området byggdes vid de första torrläggningarna och i området återfinns de äldsta byggnaderna.
De gamla militära byggnaderna på Ny Tøjhusgrunden mot norr revs och det har byggts nya kontorsbyggnader längs Amager Boulevard sedan år 2000. Söder om den vägen ligger det traditionella Islands Brygge med hyreshus från början av 1900-talet som hyser lägenheter, småbutiker och offentliga institutioner. I anknytning till bostadsområdet ligger Hans Tausens kyrka, Kulturhuset Islands Brygge och Havneparken med tillhörande havsbad. Söder om bostäderna ligger diverse kontorsbyggnader.
Havnestaden
Från Sturlasgade i norr till Drechselgade i syd ligger området som kallas Havnestaden (hamnstaden). Innan Islands Brygge fortsatte växa söder om Drechselgade kallades detta område Islands Brygge Syd. I detta område huserade förr Dansk Sojakagefabrik, men det har nu utvecklats gemensamt till ett område med nya bostäder och kontor. Några av de gamla husen har bevarats och används för nya ändamål. Dessutom har en småbåtshamn och en cykelbro till Vesterbro, Bryggebroen, byggts.
Islands Brygge Syd
[uppföljning saknas]
Islands Brygge Syd gränsar i norr till Drechselgade och mot syd till Nokken. Området är under utbyggnad[när?] och består till stor del av byggplatser och lättare industri. Det planeras[när?] för ett nytt bostadsområde, som bland annat ska innehålla en vik med en strand. Norr om viken är det meningen att bostäderna ska påminna om stilen i gamla delen av Köpenhamn, medan hus, vägar och grönområden söder om viken ska vara mer varierande. Därmed ska det skapas en övergång mellan Köpenhamn och Nokken.

## Historia

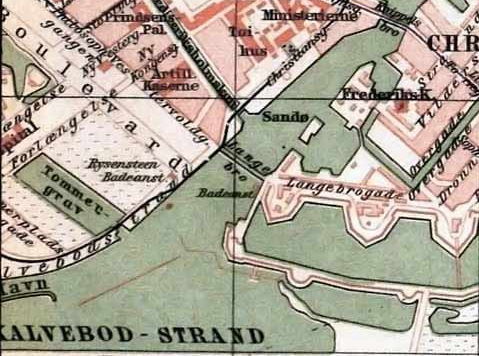
Karta, där nedre delen visar den norra delen av lågvattenområdet som efter torrläggningen blev Islands Brygge. Karta från cirka 1888.

### Den första utfyllnaden
Längs Amagers nordvästra kust låg fram till 1600-talet en stor obebyggd låglänt strandäng. Den nordligaste delen av den här strandängen fylldes ut i samband med byggnationen av Christianshavn och utbyggnaden av Köpenhamns vallar som påbörjades på 1620-talet. Området som sedermera skulle bli Islands Brygge stod under vatten fram till 1880-talet, fast mark började något öst om nuvarande Artillerivej. 
Under 1880-talet byggdes försvarsverken runt Köpenhamn ut, då den dåvarande garnisonen på Slotsholmen blev för liten. Militären önskade att få bygga ut och fick tillstånd att fylla ut området sydväst om Stadsgraven för att bygga ett nytt tyghus. Utfyllningen som mot syd avgränsades vid nuvarande Myggenæsgade, pågick mellan 1887 och 1888. På det utfyllda området byggdes militäranläggningar och skjutbanor, bland annat Ny Tøjhus och Artillerivejens Kaserne.

### Industritiden (1901–1940)
Köpenhamns hamn var i slutet av 1800-talet överbelastat av gods- och passagerarfartyg. Det började därför bli trångt, och det var svårt att hitta lagringsutrymme för kol och timmer. Hamnväsendet önskade mer plats och såg möjligheter i det område som låg söder om militärens utfyllda område.
Från 1901 utvidgade Köpenhamns hamnväsen den existerande utfyllnaden vidare söderut. Avsikten med den första utfyllnaden var att skapa lagringsutrymme för kol, timmer och annat gods, men redan 1905 började de första bostadshusen på området byggas som inte låg nära hamnen. Bostäder byggdes istället för planerade arbetsplatser, detta var en bättre investering för byggherrarna. Många av husen ritades av arkitekten Thorvald Gundestrup. Islands Brygge blev tillsammans med Amagerbro de sista av brokvarteren. De goda tiderna varade dock inte, och omkring 1908-1910 gick flera byggherrar i konkurs till följd av investeringar i bostäder på Islands Brygge.
Väg- och järnvägsförbindelsen mellan Amager och Själland gick från att den första Langebro från 1686 över Christianshavn för att hålla bron innanför Köpenhamns stadsvallar. Efter att vallarna rivits på 1850-talet var detta inte längre prioriterat. För att förbättra väg- och järnvägsförbindelsen byggdes 1903 en ny bro, som fick namnet Christian den IX:s bro, som gick till Islands Brygge istället för Christianshavn. Bron blev dock för liten, och 1930 byggdes en tillfällig bro medan en ny permanent bro var på väg. Den tillfälliga bron gick bland annat under namnet Bryggebroen. Först 1954 stod den permanenta nya Langebro färdig. Utfyllnaden fortsatte i etapper fram till 1933, då hela området som idag utgör Islands Brygge var utfyllt.

### Ockupationen (1940–1945)

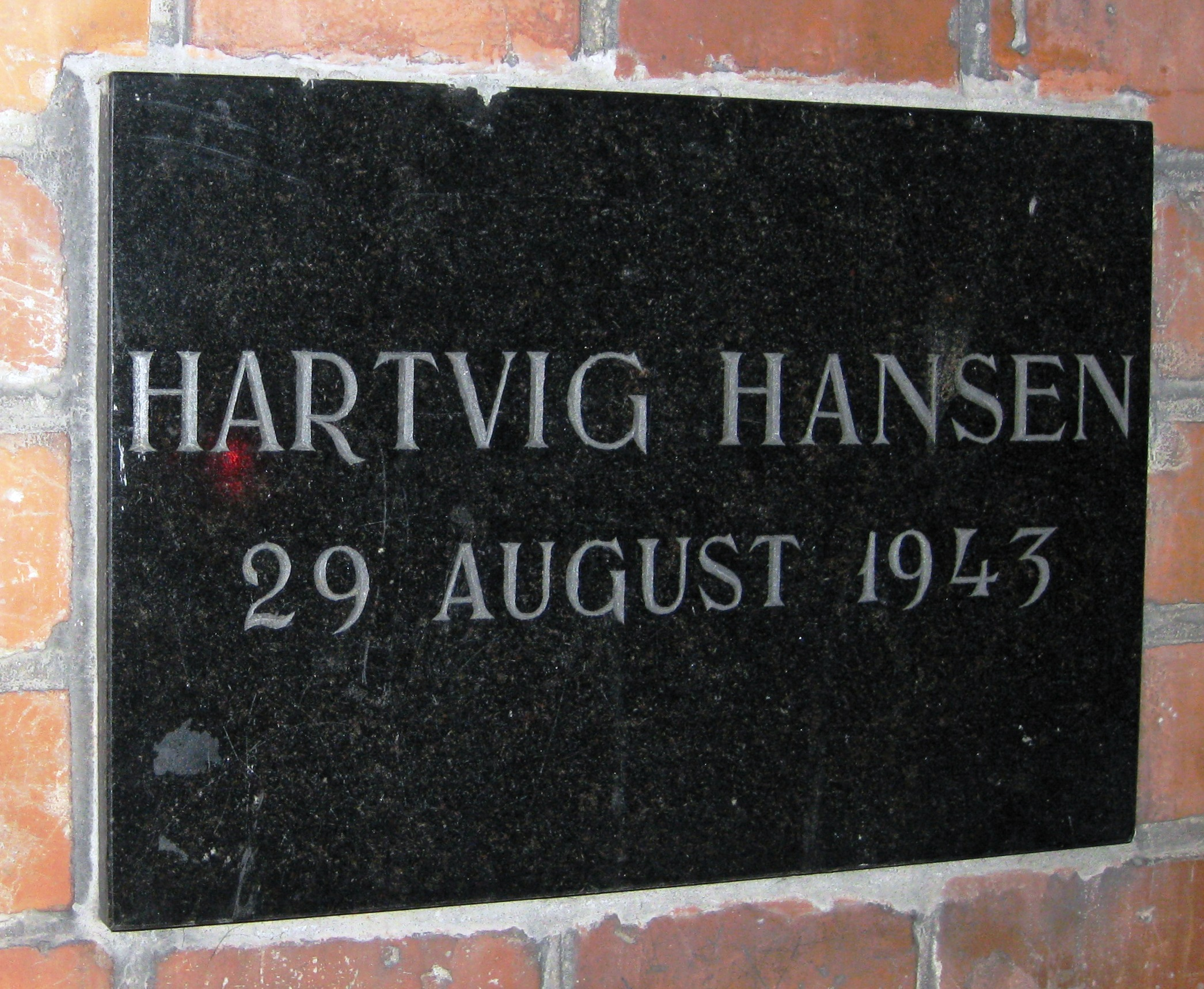
Minnesplakett på Artillerivej 58.

Efter ockupationen av Danmark i april 1940 installerades tyska soldater på flera platser i Islands Brygge, bland annat i armébyggnaderna och på fartyg längs kajen. Trots detta utfördes ändå sabotageaktioner på Islands Brygge. I november 1944 bombades Fiatfabrikerna och i mars 1945 sprängdes Langebro. Den 5 april 1945 sprängdes en bomb i en gevärsfabrik med minst tolv döda som följd.
Den 27 januari 1943 bombades Islands Brygge av engelskt flyg. Planen var på väg mot Burmeister & Wain i Christianshavn, men släppte några bomber för tidigt. I attacken skadades ingen människa och de materiella skadorna var låga. 2 000 invånare var dock tvungna att evakueras, medan bomberna desarmerades. Den 29 augusti 1943 attackerade tyskarna den danska garnisonen i Ballonparken, varvid tre soldater och en civilperson dödades. Den civile personen var en ung man som klev ut ur sin trappuppgång på Artillerivej 58.

### Efterkrigstiden och blomstring (1945–2009)
Efter befrielsen inskränktes den militära aktiviteten på Islands Brygge. Det fasta batteriet revs därför och Ballonparken gjordes om till skola för män 1947. År 1976 revs de flesta militära byggnader efter att militären flyttat ut 1973. Några blev kvar, och redan 1971 krävde de boende att en av byggnaderna på Ny Tøjhus (nya arsenalen) skulle bli bostadshus. Detta skedde 1981, då Nordens största bostadshus, Gimle, invigdes. Gimle revs dock 2001 då Ny Tøjhusgrunden byggdes ut. Det startades också en teknisk skola i gevärfabriken, men skolans lades ner vid rivningen 1990.

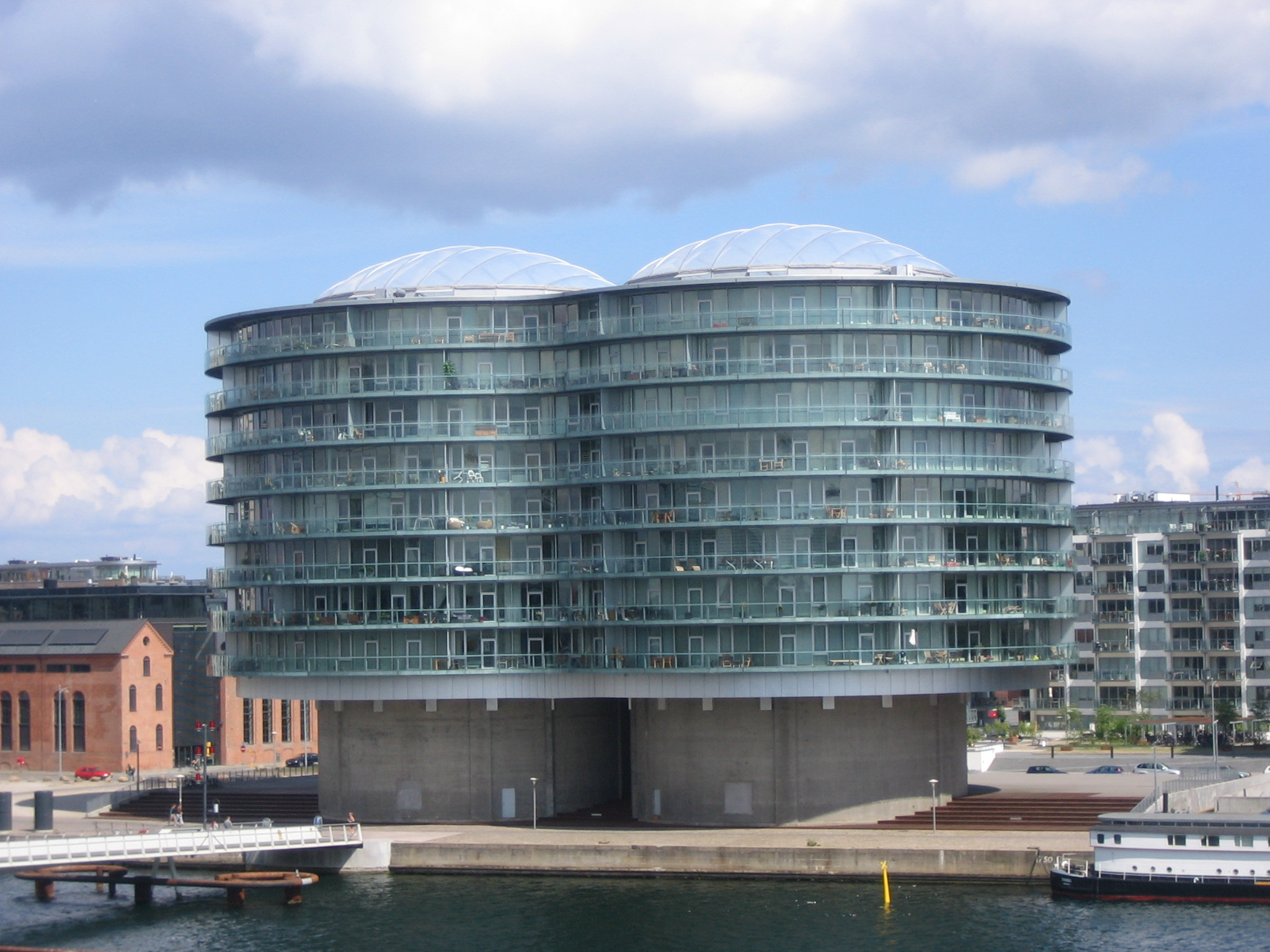
Geminiresidenset från väster (2008).
I förgrunden till vänster syns Bryggebroen. Bakom bron syns en av Dansk Sojakagefabriks byggnader, där bland annat Lægemiddelstyrelsen nu huserar.

På övriga delar av Islands Brygge fortsatte industriverksamheterna som före kriget, och den nya Langebro ritad av Kaj Gottlob blev färdig 1954. Det var dock en allmän nedgång i aktiviteten som på allvar började märkas på 1970-talet. Dansk Sojakagefabrik flyttade ifrån Islands Brygge 1991 efter några års underskott då extraktionsanläggningen exploderat 1980. Andra verksamheter flyttade också ifrån området under dessa år, och det fanns nu många övergivna områden i både norr och syd mellan bostadsområdena.
1984 lades grunden för Islands Brygges omvandling från arbetarstadsdel med många små bostäder och en del halvtomma industriområden till ett modernt bostadsområde kompletterat med kontorsbyggnader, då Havneparken grundades. I början av 1990-talet skedde stora spekulationer kring kontrollen av de lägenheter som ägdes av Christianshavns Oplagspladser och senare Ejendomsselskabet Norden. Klaus Riskær Pedersen var en aktiv aktör, och Bryggebladet grundades som lokalt språkrör som kontrast till de olika spekulanterna. I samband med detta blev de gamla lägenheterna i norr till salu, och de flesta köptes av invånarna som andelslägenheter.
Under åren fram till år 2000 gjorde ökade bostadspriser i Köpenhamn att entreprenörer och andra intresserade sig för de nedlagda industriområdena som låg nära både vattnet och innerstaden. Kommunen utarbetade då nya detaljplaner för Ny Tøjhusgrunden och Havnestaden. Efter detta utvecklades både de södra och norra tidigare industriområdena, och nya bostäder och kontorsbyggnader byggdes.

## Demografi

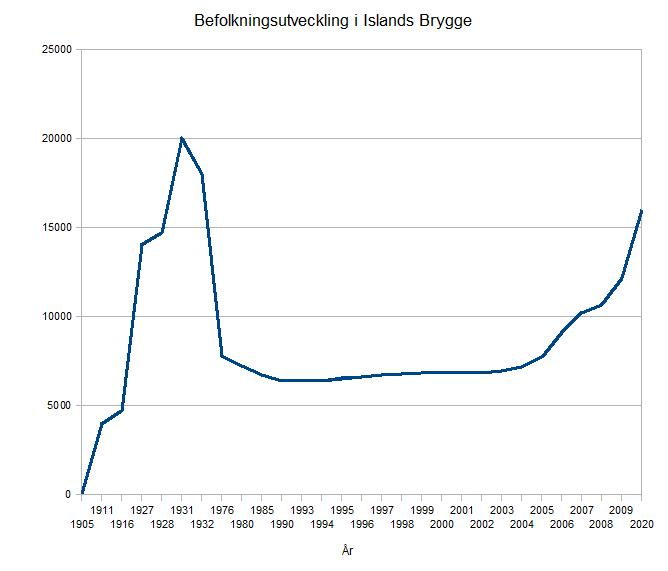
Diagram över befolkningsutvecklingen

Antalet fast bosatta på Islands Brygge var från militärens första torrläggning till 1905 extremt lågt, då de enda fast boende bodde på militärt område. Från 1905 till 1930-talet steg befolkningstalet kraftigt och hade en topp på uppemot 20 000 invånare. I takt med att befolkningen önskade fler kvadratmeter per invånare, föll befolkningstalet fram till mitten av 1990-talet för att nå en lägsta punkt på omkring 6 400 invånare 1994. Från slutet av 1990-talet har folkmängden åter ökat i takt med att industriområdena byggts om till bostäder. Bara mellan 2004 och 2006 ökade befolkningen med 27 %. 2009 har Islands Brygge omkring 12 000 invånare. Invånarantalet förväntas ligga på omkring 16 000–17 000 när det är färdigbyggt.
I takt med befolkningstillväxten har åldersfördelningen ändrats. Andelen personer över 69 år har halverats mellan 1993 och 2006 från 13 % till 6 %, medan andelen 30-39 år och 0-9 år ökat från 18 % till 26 % respektive 7 % till 10 %.

### Befolkningsutveckling
| Befolkningsutvecklingen i Islands Brygge 1905-2020 | Befolkningsutvecklingen i Islands Brygge 1905-2020 | Befolkningsutvecklingen i Islands Brygge 1905-2020 | Befolkningsutvecklingen i Islands Brygge 1905-2020 | Befolkningsutvecklingen i Islands Brygge 1905-2020 |
| -------------------------------------------------- | -------------------------------------------------- | -------------------------------------------------- | -------------------------------------------------- | -------------------------------------------------- |
|                                                    |                                                    |                                                    |                                                    |                                                    |
| År                                                 |                                                    |                                                    | Invånare                                           |                                                    |
| 1905                                               | 1905                                               |                                                    | 55                                                 | 55                                                 |
| 1911                                               | 1911                                               |                                                    | 3 952                                              | 3 952                                              |
| 1916                                               | 1916                                               |                                                    | 4 694                                              | 4 694                                              |
| 1927                                               | 1927                                               |                                                    | 14 000                                             | 14 000                                             |
| 1928                                               | 1928                                               |                                                    | 14 674                                             | 14 674                                             |
| 1931                                               | 1931                                               |                                                    | 20 000                                             | 20 000                                             |
| 1932                                               | 1932                                               |                                                    | 18 000                                             | 18 000                                             |
| 1976                                               | 1976                                               |                                                    | 7 788                                              | 7 788                                              |
| 1980                                               | 1980                                               |                                                    | 7 219                                              | 7 219                                              |
| 1985                                               | 1985                                               |                                                    | 6 704                                              | 6 704                                              |
| 1990                                               | 1990                                               |                                                    | 6 384                                              | 6 384                                              |
| 1993                                               | 1993                                               |                                                    | 6 450                                              | 6 450                                              |
| 1994                                               | 1994                                               |                                                    | 6 392                                              | 6 392                                              |
| 1995                                               | 1995                                               |                                                    | 6 523                                              | 6 523                                              |
| 1996                                               | 1996                                               |                                                    | 6 592                                              | 6 592                                              |
| 1997                                               | 1997                                               |                                                    | 6 717                                              | 6 717                                              |
| 1998                                               | 1998                                               |                                                    | 6 790                                              | 6 790                                              |
| 1999                                               | 1999                                               |                                                    | 6 808                                              | 6 808                                              |
| 2000                                               | 2000                                               |                                                    | 6 822                                              | 6 822                                              |
| 2001                                               | 2001                                               |                                                    | 6 864                                              | 6 864                                              |
| 2002                                               | 2002                                               |                                                    | 6 825                                              | 6 825                                              |
| 2003                                               | 2003                                               |                                                    | 6 928                                              | 6 928                                              |
| 2004                                               | 2004                                               |                                                    | 7 169                                              | 7 169                                              |
| 2005                                               | 2005                                               |                                                    | 7 708                                              | 7 708                                              |
| 2006                                               | 2006                                               |                                                    | 9 090                                              | 9 090                                              |
| 2007                                               | 2007                                               |                                                    | 10 211                                             | 10 211                                             |
| 2008                                               | 2008                                               |                                                    | 10 650                                             | 10 650                                             |
| 2009                                               | 2009                                               |                                                    | 12 147                                             | 12 147                                             |
| 2020                                               | 2020                                               |                                                    | 16 000                                             | 16 000                                             |
| Källor: Befolkningen för 2020 är uppskattad.       |                                                    |                                                    |                                                    |                                                    |

## Infrastruktur och transport

### Vägar

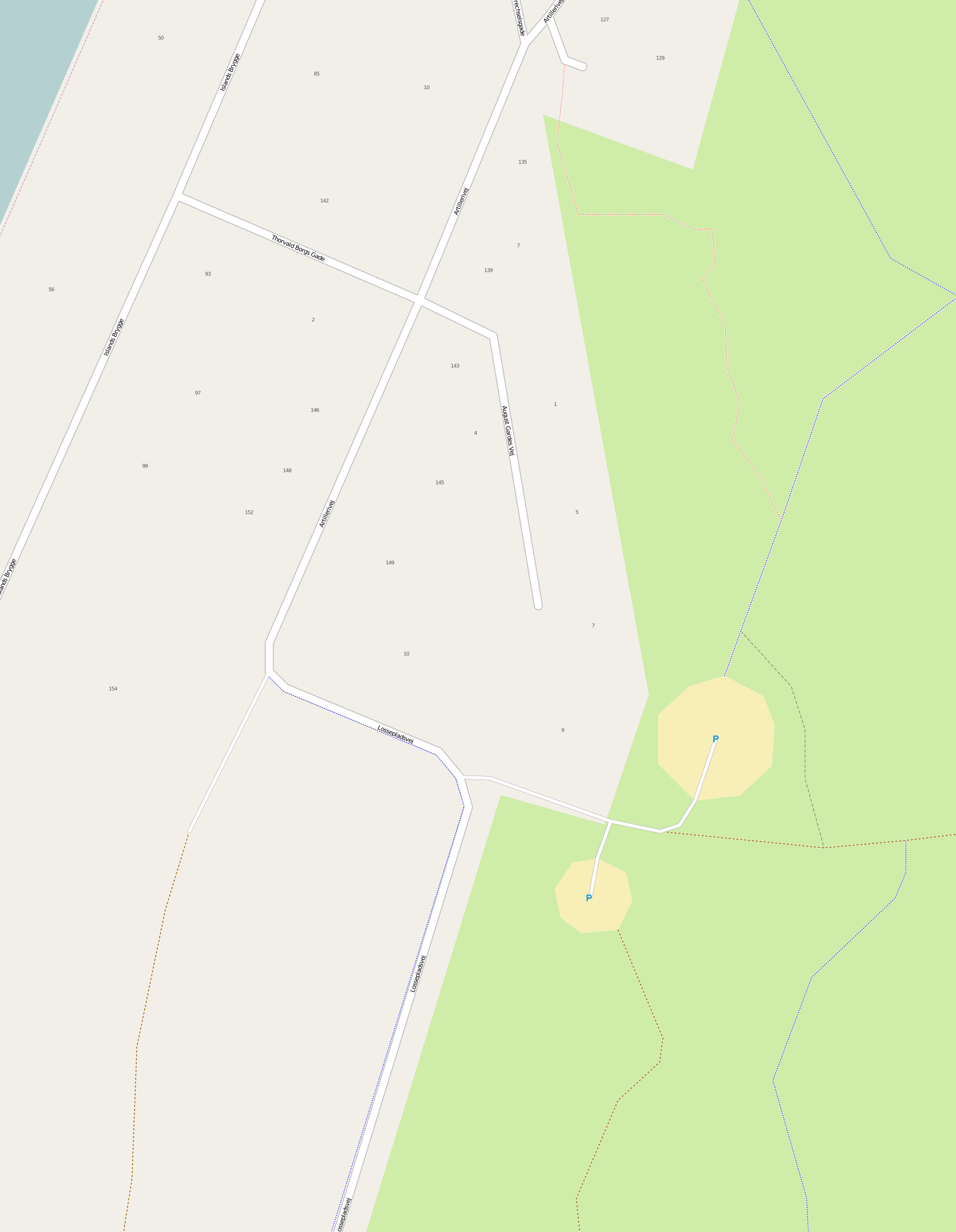
Illustration av svängen Artillerivej - Lossepladsvej.

De viktigaste genomfartsvägarna på Islands Brygge är de nord-syd-gående Islands Brygge (längs hamnen i väst) och Artillerivej (längs Amager Fælled mot öst) samt öst-väst-gående Njalsgade i norra delen. Genomfartsvägar ut ur området är Amager Boulevard, Njalsgade och Ørestad Boulevard i norra delen, samt Lossepladsvej i södra delen.
Artillerivej är en gammal genomfartsled mellan Christianshavn och skjutbanorna längre söderut på Amager. Artillerivej markerar var Amagers kust gick innan torrläggningarna inleddes. Innan vägen leder ut i Nokken går det att svänga av och fortsätta på Lossepladsvej. Det finns planer på att nittiograderssvängen där ska rätas ut och att Artillerivej ska byggas ihop med Lossepladsvej över August Gardes vej och därmed skapa en rakare väg mot syd. Denna uträtning ska underlätta för trafik från Islands Brygge Syd.
Vägen Islands Brygge är anlagd i samband med utfyllningarna från 1903 och förlängdes i takt med att utfyllningarna fortsatte. Vägen har gett områdets namn och leder vidare till Nokken.
Det har beslutats att Artillerivej och Islands Brygge ska trafiksaneras och hastigheten sänkas. Projektet att modernisera Artillerivej har pågått i många år, men nu[när?] har beslut tagits i ett samlat moderniseringspaket i samband med förlängningen av Ørestad Boulevard.
Vägarna på Islands Brygge döptes ursprungligen efter isländska och färöiska byar (Vestmanna, Isafjord och så vidare) och personer ifrån de isländska sagorna (Leif Eriksson, Egil Skallagrimsson osv). De nya vägarna i Havnestaden har fått namn efter tidigare statsministrar (Jens Otto Krag, Erik Eriksen, Hans Hedtoft osv), medan de äldre vägarna har fått namn efter män med olika typer av relationer till hamnen och de företag som hade industrier i området (Axel Heide, Thorvald Borg osv). Genomfartsvägen på Ny Tøjhusgrunden bryter mönstret, som varande den enda vägen på Islands Brygge Nord som inte är uppkallad efter en nordisk by eller sagofigur, utan istället efter tidigare borgmästare Egon Weidekamp.

### Kollektivtrafik
Till Islands Brygge går det att ta sig kollektivt med Köpenhamns metro till Islands Brygge station, samt med en rad busslinjer, bland andra Movias linjer 5A och 250S, samt servicebusslinjen 871.
Efter en tids diskussion beslutades det att en hållplats för båtlinjen hamnbussarna permanent skulle placeras på Islands Brygge. Detta skedde 2009, och hållplatsen är placerad vid Bryggebroen samtidigt som hamnbusslinje 904 mellan Nyhavn och Sluseholmen invigdes. Utöver detta har det privatägda Vandbusserne under sommaren en hållplats vid Havneparken.

#### Historik
Från 1903 betjänades Islands Brygge av spårvägslinje 5 längs Amager Boulevard. Den första offentliga busslinjen invigdes 1907 då linje 8 kördes över Langebro. Denna linje avkortades dock 1908 till att stanna innan Islands Brygge. 1924 fick spårvagnslinje 4 ändstation på Islands Brygge på Thorshavnsgade. Linjen förlängdes flera gånger, men 1954 ville man inte längre betala för en ombyggnad av linjen då den nya Langebro stod färdig, och linjen ersattes av busslinje 40. Spårvagnslinje 5 fortsatte köra längs Amager Boulevard fram till nerläggningen 1972.
Utöver passagerartransport gick mellan 1903 och 1996 ett godsspår från Amagerbanen genom området till Københavns Godsbanegård. Längs Myggenæsgade och vid Havneparken finns fortfarande delar av spåret kvar, och söder om Langebro kan man fortfarande beskåda de pelare som spåret var placerat på.

### Cyklar
Precis som i övriga köpenhamnska brokvarter finns många cyklar på Islands Brygge. Den huvudsakliga cykelleden följer från Bryggebron i syd vägen Islands Brygge till korsningen vid Njalsgade, och därifrån längs Njalsgade och Klaksvigsgade/Thorshavnsgade till Langebro och övriga Amager. Islands Brygge och Klaksvigsgade har cykelbanor, till skillnad från Njalsgade. Bryggebroen som invigdes 2006 fungerar som kombinerad cykel- och gångbro till Vesterbro och Fisketorvet. Det finns planer[när?] på att bygga fler broar över hamnen, såsom en över till Teglholmen och en längs Langebro på vid den gamla järnvägsbron. Av dessa två har bron till Teglholmen kommit längst i planeringen.
Det finns en parkering för Köpenhamns cykelbytarsystem på Langebro, men det är inte tillåtet att ta med cykeln ut på Islands Brygge.

## Turism och kultur

### Underhållning och media

Ett skeppsskrov som tak över en terrass på Islands Brygge.

De två viktigaste kulturella händelserna under året är Kulturhavn i augusti och Bydelsfesten i september. Kulturhavn arrangeras i samarbete med Kalvebod Brygge och har till syfte att ge de många folkbildande föreningarna i Köpenhamn möjlighet att visa vad de erbjuder för aktiviteter. Kulturhavn avlöste den lokala festivalen Bryggens Virkelighed som hållits sedan 1991. Bydelsfesten hölls första gången 2005, då området firade hundraårsjubileum. Då gick festivalen under namnet Bryggen100.

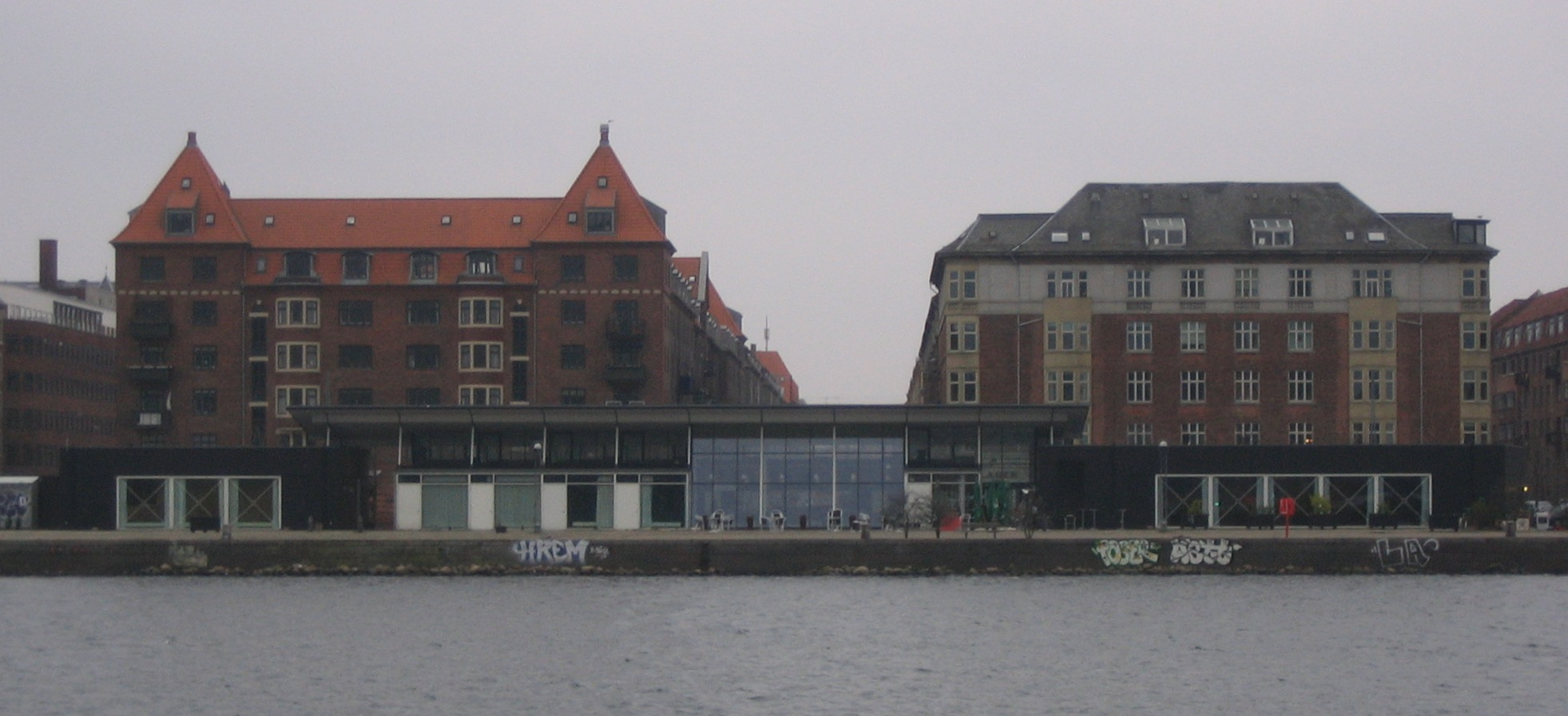
Kulturhuset Islands Brygge sett från Kalvebod Brygge.

Teatern Play har legat på Njalsgade sedan 2004, och arrangerar förutom teater även stand-up, livemusik och så vidare. Det är även en teaterskola. Stand-up-komikern Christian Fuhlendorff uppträder ofta på Play.
Kulturhuset Islands Brygge arrangerar konstutställningar, föredrag, teater och så vidare. Kulturhuset är också en lokal träffpunkt för möten, idrottsturneringar och annat. Kulturhuset öppnades 2002, som ersättning för det rivna Gimle.
Islands Brygges bibliotek har legat på Njalsgade sedan 1966. Det flyttade dit från två sammanslagna lägenheter i Gullfosshus på Artillevej 70. 2007, i samband med att Köpenhamns kommun ville prioritera vissa bibliotek, var biblioteket nedläggningshotat, men behölls.
Från 1927 till 31 december 1963 låg Bergthorabiografen på Bergthorasgade där Islands-hus byggdes 1968. Den enda andra biografen som legat i området är biograffartyget MS Hela som låg till kajs från 1996 till 2004. Den biografen var dock främst till för medlemmar, men hade även offentliga föreställningar i samarbete med kulturhuset Gimle. Mellan 2004 och 2007 hölls technokonserter med upp till 5000 deltagare i en gammal silobyggnad i Havnestaden. Efter rivningen av silobyggnaden har dessa fester flyttats och hålls på Halvandet och Docken.
Bryggebladet (1993-) är den viktigaste lokaltidningen. Sedan 2003 finns den även på Internet. Utöver detta är Islands Brygge i täckningsområdet för Amager Avisen, Amager Bladet och Lokalavisen Amager. Historiskt har ett antal andra tidningar getts ut på Islands Brygge, bland annat Brygge-Bladet (1915-1980-talet) och BC-Bryggen og Christianshavn.

### Idrott
Den första idrottsklubben som grundades på Islands Brygge var Boldklubben Hekla, som grundades 1926. Klubbens hemmaarena är Hekla Park på Lossepladsvej. Sedan dess har en rad andraföreningar grundats, exempelvis Amager Ro- og Kajakklub (grundad 1931), Roklubben SAS och Artillerivejens Rideklub. Utöver dessa ligger ett gym på SAS-hotellet och Bryggens Bowling Center i Islands Brygge Syd.
Arkitekturløbet, som är ett motionslopp som arrangeras för att uppmärksamma ny arkitektur, arrangerades för första gången 2008, då i området. På Islands Brygge gick loppet förbi Geminiresidenset, Bryggebroen och Kulturhuset.

### Kaféer, restauranger och värdshus
Det finns en mängd kaféer, restauranger och värdshus på Islands Brygge. Det mest kända kaféet är det som finns på kulturhuset, men det finns även andra såsom Cafe Alma, Aristo, Saga och Nose Wise. Det finns även planer på ett kafé vid Geminiresidenset. I Islands Brydde Nord finns restaurangen Ceco och i Islands Brygge Syd Madeleines Madhus. Det finns även en sushirestaurang på hörnet av Islands Brygge och Vestmannagade.
Det första kaféet på Islands Brygge öppnades 1988 av några personer som senare gjorde sig kända som Blekingegadeligan. Eventuellt överskott från kaféet skulle finansiera befrielserörelser i tredje världen, men kaféet stängde redan 1989, då flera av gruppen medlemmar hamnade i fängelse.
Såsom övriga före detta arbetarstadsdelar i Köpenhamn har Islands Brygge också haft ett antal så kallade "bruna värdshus". Detta syftar på att en stor del av besökarna är stammisar. Kvar finns dock enbart Artillericafeen på Artillerivej och Isbjørnen och Haraldsborg på Islands Brygge. Cafe Langebro var tidigare också ett brunt värdshus, men har utvecklats i mer kafépräglad riktning.

### Hotell
På Egilsgade ligger Hotel Copenhagen, ett av de få hotellen på Islands Brygge. Det är ett litet privatägt hotell med 39 rum och lägenheter.

## Utbildning
Nästan hela Islands Brygge hör till Skolen på Islands Brygge som är en folkeskole (motsvarande grundskola) belägen på Artillerivej. Såsom skoldistrikten idag är indelade hör ett mindre område norr om Njalsgade till Amager Fælled skole. Skolan byggdes 1971 anpassad för klass 1-5, och innan den fanns gick barnen i skola i Amagerbro, Christianshavn eller Sundbyvester. 1999 byggdes skolan ut till att även ta emot elever till årskurs 7, och 2006 till årskurs 9.
Utöver detta ligger en handelsskola anpassad för personer med grundskoleutbildning i området. Institut for Tværkulturelle og Regionale Studier under Köpenhamns universitet ligger på Snorresgade.
Tidigare har en rad utbildningsinstitutioner legat på Islands Brygge: Akademiet for Utæmmet Kreativitet (AFUK) (1993-2008) och Københavns Kvindedaghøjskole (1985-2007). AFUK är nu flyttad till Vesterbro, medan Københavns Kvindedaghøjskole (skolform liknande folkhögskola) har stängt. Utöver detta låg polisskolan på hörnet av Njalsgade och Artillerivej sedan 1944.
Den Københavnske Friskole ville under 2004 öppna en skola på Islands Brygge, men elevunderlaget var inte tillräckligt för att finansiera hyran. Därför öppnade den aldrig.

## Ekonomi och näringsliv

### Verksamheter och industri

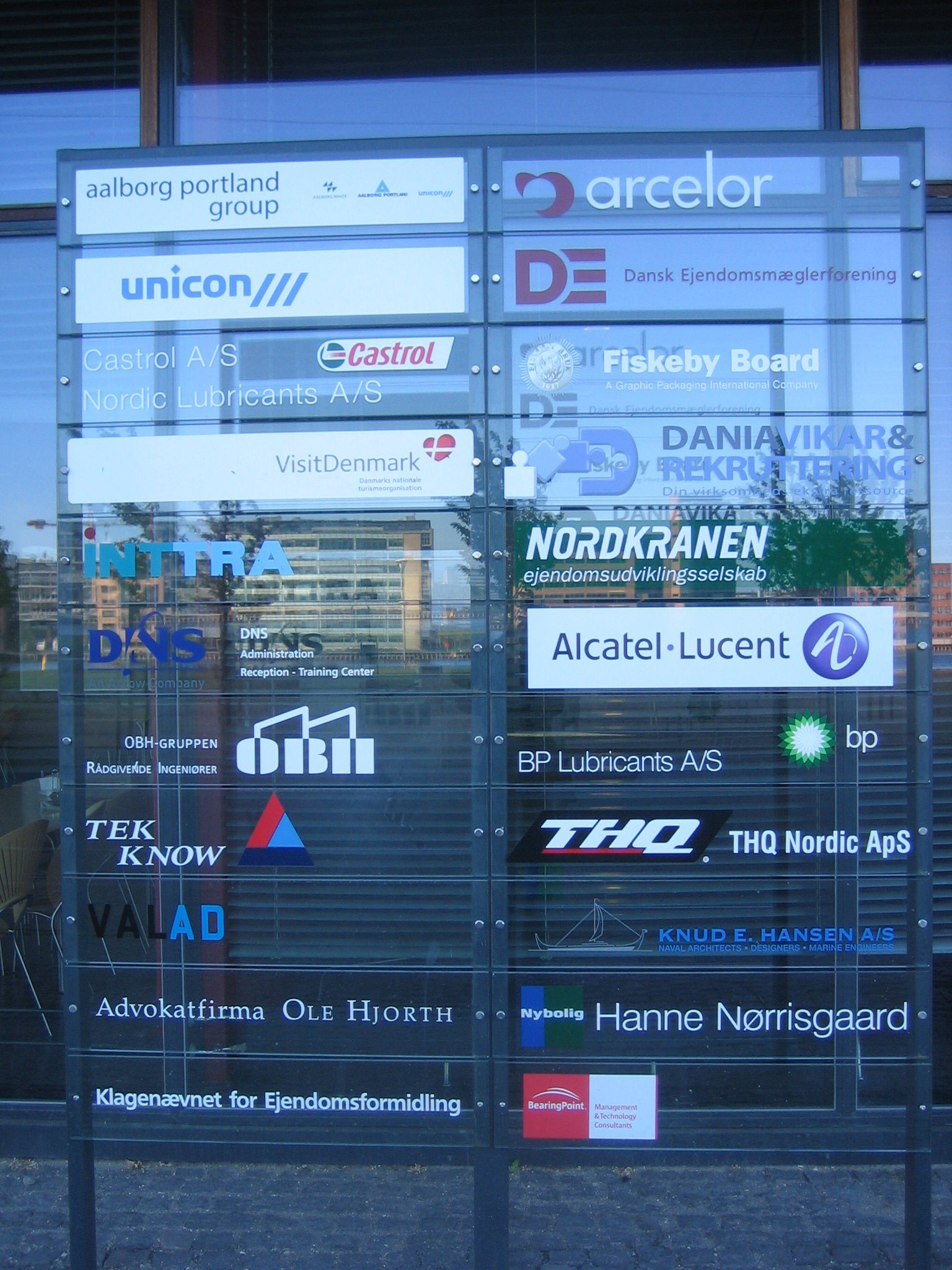
Företag på Islands Brygge 43.

Islands Brygge var under nästan 100 år från grundandet 1905 till år 2000 starkt präglat av industriaktivitet längs hamnen och söder om Sturlasgade. De första två tredjedelarna av århundradet var både tung och lätt industri i bruk, och under det sista stod byggnaderna mer eller mindre tomma.
Den första industrin som etablerades på Islands Brygge var "Hærens Værksteder og Rustkammer" på Ny Tøjhusgrunden tillsammans med en gevärsfabrik. Sedan följde annan industri såsom H.E. Gosch (tändstickor 1908–1975), Dansk Sojakagefabrik (kemisk verksamhet (1909–1991)), OTA, Havnemøllen (kvarn (1940-1990-talet)), FDBs lager (1908-1963) och Fiatfabrikerna (1930-1946). De många verksamheterna fick huvudsakligen tag i sin arbetskraft från lokalbefolkningen.
Under perioden mellan 1990 och 2000 präglades Islands Brygge av nedlagda industrier och den nuvarande Havnestaden och Islands Brygge Syd bestod främst av halv- och heltomma fabriksbyggnader. Från år 2000 skedde dock en omvandling av de gamla industriområdena till nya bostads- och kontorsbyggnader.
De nuvarande verksamheterna på Islands Brygge är övervägande av administrativ karaktär, såsom KL:s och HK/Danmarks huvudkontor, Deloitte och Radisson SAS Scandinavia Hotel på Ny Tøjhusgrunden och LO, Håndværksrådet, Lægemiddelstyrelsen och Sundhedsstyrelsen i Havnestaden. Utöver detta ligger en mängd mindre verksamheter i lagerlokalerna på Njalsgade och i kontorsbyggnaden på Islands Brygge 43. Vidare äger Köpenhamns kommun två stora administrationsbyggnader på Njalsgade 13 och Islands Brygge 37, där teknik- och miljöförvaltningen planeras placeras år 2010.

#### Lagerlokalerna på Njalsgade
Lagerlokalerna på Njalsgade hyser en rad musikproducenter och musikstudior. Bland annat har producenten Cutfather, som bland andra producerat för Kylie Minogue sitt kontor där. Dessutom finns en rad arkitekter, reklambyråer, konstnär och övriga i lagerhusen. Lagerhusens framtid har varit uppe till diskussion, bland annat har det funnits planer på att omvandla dem till bostäder. Utöver detta finns det planer på att riva några av de mindre lagerhusen, inrätta hotell i något av dem eller bygga ett nytt hus på parkeringen mellan dem.

### Shopping
Njalsgade och gatorna norr och söder om den har enligt kommunens definition status som stadsdelscentrum, medan Axel Heides gade i Havnestaden har status som lokalt centrumområde I Njalsgadeområdet ligger en rad butiker, bland annat livsmedelsbutik, bank, apotek och post, samt ett antal andra butiker, kiosker, bagerier och kaféer. Trots status som lokalt centrumområde finns på Axel Heides gade enbart en Nettobutik, men kommunen hade planerat för fler butiker på gatan. En förklaring till detta är att det för entreprenörerna är mer lönsamt att bygga bostäder än butikslokaler, och att kommunen inte ställt några krav på hur många procent av det som byggs ska utgöras av butiker.
I den sydliga delen av Islands Brygge låg fram till 2009 endast en Rema 1000-butik och T.Hansen. Detaljplanen säger dock att det i Havnestad Syd i bland annat A-huset ska placeras butikslokaler, vilket förväntas utöka antalet butiker till omkring tio. 2009 öppnade så den första butiken i A-huset, en Irma-butik.

### Bostadspriserna
Som i alla andra platser i Danmark har bostadspriserna ökat markant på Islands Brygge sedan mitten av 1990-talet. Prisstegringen fram till mitten av 2005 har dock varit kraftigare än i övriga Köpenhamn, då området genomgått en förändring från ett nedslitet arbetarkvarter till ett modernt bostadsområde med kringliggande grönområden. Denna utveckling kan jämföras med den förändring som Byfornyelsen (stadsförnyelsen) bidrog till på Vesterbro. Som övriga orter har Islands Brygge sedan 2006 upplevt en nedgång i bostadspriserna och har fram till 2008 på några platser minskat med upp till 25 procent.